# Kouider Boukessassa
Kouider Boukessassa (en arabe : قويدر بوكساسة), né le 30 mai 1974 à Oran, est un footballeur international algérien évoluant au poste d'ailier gauche.

## Biographie

### En club
Kouider Boukessassa réalise ses débuts au sein d'un petit club de sa ville natale, le RCG Oran (1992-1996).
Il est ensuite transféré au MC Oran, le plus grand club de la ville d'Oran, où il reste quatre ans.
Il part ensuite pour la capitale, pour jouer au CR Belouizdad, où il a du mal à gagner une place de titulaire. Il remporte tout de même avec cette équipe un titre de champion d'Algérie en 2001.
En 2003, après trois saisons passées dans la capitale, il retourne à Oran, où il joue pendant quatre ans.
Il part ensuite à Béjaia, pour jouer dans le doyen des clubs kabyles, où il emporte la Coupe d'Algérie en 2008. Il joue 71 matchs en première division avec cette équipe entre 2007 et 2010, inscrivant neuf buts.
Il retourne ensuite dans sa ville natale, pour jouer une dernière saison au MC Oran.

### En équipe nationale
Kouider Boukessassa reçoit 10 sélections en équipe d'Algérie entre 1998 et 2001, inscrivant trois buts.

## Palmarès

### En Clubs
MC Oran
- Championnat d'Algérie : vice-champion en 1997 et 2000
- Coupe d'Algérie : finaliste en 1998 et 2000
- Coupe de la Ligue d'Algérie : finaliste en 2000
- Coupe arabe des vainqueurs de coupe : vainqueur en 1997 et 1998
- Supercoupe arabe : vainqueur en 1999

 CR Belouizdad
- Championnat d'Algérie : champion en 2001

 JSM Béjaïa
- Coupe d'Algérie : vainqueur en 2008
- Coupe nord-africaine des vainqueurs de coupe : finaliste en 2009

### Personnel
- Élu meilleur joueur de la Supercoupe arabe 1999
- Élu meilleur buteur de la Supercoupe arabe 1999